# Дрезденський технічний університет
Дрезденський технічний університет (сам університет використовує назву Технічний університет Дрездена, нім. Technische Universität Dresden, скор. TUD) — один з найбільших вищих навчальних закладів Дрездена і Саксонії. За кількістю студентів Дрезденський технічний університет посідає перше місце серед технічних університетів Німеччини.
У ньому навчається близько 35 000 студентів і працює понад 4000 співробітників.
Вищий технічний навчальний заклад існує в Дрездені під різними назвами вже понад двісті років, а свою сучасну назву Дрезденський технічний університет отримав у 1961 році. Це один з найстаріших технічних вишів Німеччини. Дрезденський технічний університет входить в об'єднання найбільших технічних вишів Німеччини «TU9».

## Факультети
У Дрезденському технічному університеті навчання ведеться на наступних факультетах:

- Математичний факультет
- Біологічний факультет
- Хімічний факультет
- Фізичний факультет
- Факультет психології
- Філософський факультет (історія, політичні науки, комунікативні науки)
- Факультет філології, літератури та культури
- Факультет педагогічних наук
- Економічний факультет
- Факультет інформатики
- Факультет електро-та інформаційної техніки
- Машинобудівний факультет
- Інженерно-будівельний факультет
- Архітектурний факультет
- Транспортний факультет імені Фрідріха Ліста
- Факультет наук про навколишнє середовище (у Тарандті)
- Медичний факультет імені Карла Густава Каруса

У складі університету є ботанічний сад.

## Знамениті викладачі
- Манфред фон Арденне
- Генріх-Георг Баркгаузен
- Величковський Борис Митрофанович
- Оскар Друде
- Віктор Клемперер
- Річард фон Мізас
- Мор Отто Христіан
- Стасів Остап
- Софус Руге
- Пауль Йоханнес Тіллі
- Еміль Юліус Клаус Фукс
- Курт Швабе